# ムハンマド3世 (ナスル朝)
ムハンマド3世（アブー・アブドゥッラー・ムハンマド・ブン・ムハンマド, アラビア語: أبو عبد الله محمد بن محمد, ラテン文字転写: Abū ʿAbd Allāh Muḥammad b. Muḥammad, 1257年8月15日 - 1314年1月21日）は、第3代のナスル朝グラナダ王国の君主である（在位：1302年4月8日 - 1309年3月14日）。
ムハンマド3世は1302年に父親のムハンマド2世の死を受けてスルターンに即位した。即位当初は父親が成功裏に進めていたカスティーリャ王国との戦争を継続させ、1303年にはナスル朝が貢納金を支払い、カスティーリャの臣下になることと引き換えに戦争で獲得した都市の割譲をカスティーリャが認める形で和平が成立した。その後、ムハンマド3世は北アフリカへの進出を図り、1304年にマリーン朝の支配下にあったセウタの反乱を扇動して独立を宣言させると、1306年には艦隊を派遣してセウタを占領した。この結果、イベリア半島側のアルヘシラスとジブラルタルを含むジブラルタル海峡における強力な支配を手に入れた。
しかし、この状況は近隣諸国の警戒を呼ぶことになり、1308年にはナスル朝に対抗するカスティーリャ、アラゴン、およびマリーン朝の三国間の同盟が成立した。この外交上の失策に加えて同盟を結んだ三国がナスル朝に対する戦争の準備を始めたことで、ムハンマド3世と国政の実権を握っていたワズィール（宰相）のイブン・アル＝ハキームは著しく評判を落とした。結局、1309年3月14日にクーデターによってムハンマド3世は退位させられ、イブン・アル＝ハキームは処刑された。異母弟のナスルが後継のスルターンになったものの、ナスルの治世中に二度にわたってムハンマド3世を復位させようとする企てに巻き込まれ、最終的に退位から5年後の1314年にアルハンブラ宮殿で殺害された。
ムハンマド3世の治世は祖父のムハンマド1世や父親のムハンマド2世の長い治世とは対照的にかなり短いものに終わったため、後に歴史家から「アル＝マフルー」（退位者させられた者）の通り名で呼ばれるようになった。また、アルハンブラ宮殿に大モスクを建設し、パルタル宮の建設を開始した。ムハンマド3世は即位時に父親の暗殺の噂が流れるなど残忍さを示す言い伝えが残る一方で、ユーモアの精神があり、詩や文学を好んでいたことで知られている。ムハンマド3世が作った詩の一部は、イブン・アル＝ハティーブの著作の『アッ＝ラムハ』の中に収められている。

## 背景

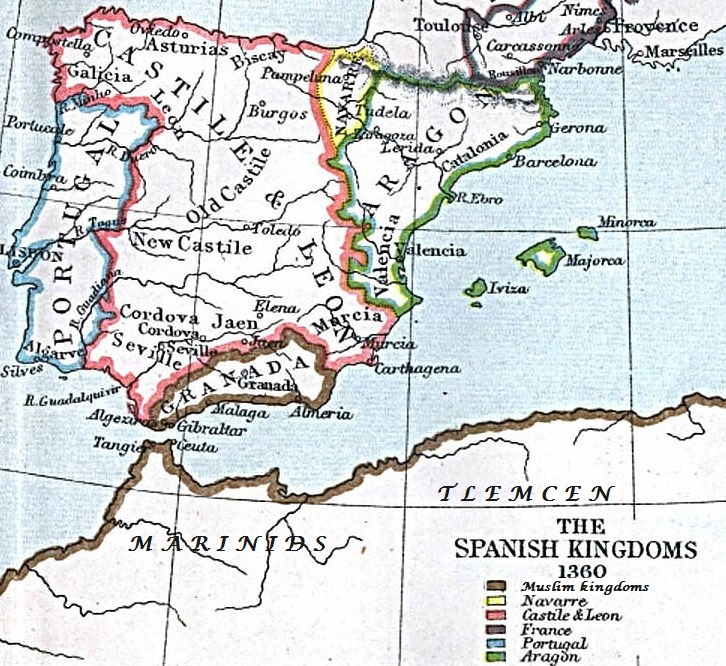
1360年時点のイベリア半島の勢力図。半島南部の茶色の部分がナスル朝。

アル＝アンダルス（イスラーム勢力下のイベリア半島）は13世紀初頭にムワッヒド朝の支配が崩壊して以降、数多くの群小王国（ターイファ）によって支配されていた。ムハンマド3世の祖父にあたるムハンマド1世は1230年代にこのようなターイファの一国を建国した。当初は自身の出身地であるアルホーナに拠点を置いていたが、最終的にグラナダを首都とするナスル朝に発展した。13世紀半ばまでにイベリア半島のキリスト教国家、特にカスティーリャ王国はイスラーム教徒に犠牲を強いてレコンキスタと呼ばれる征服活動を加速させ、その結果としてナスル朝はイベリア半島における最後の独立したイスラーム国家となった。
ナスル朝は北のカスティーリャとモロッコのイスラーム王朝であるマリーン朝という二つの大きな隣国に挟まれていたにもかかわらず、外交と軍事的な戦略を組み合わせることによって独立を維持することに成功した。ムハンマド1世とその後継者であるムハンマド2世（在位：1273年 - 1302年）の治世においては、いずれかの勢力に支配されることを避けるために両者と断続的に同盟関係を結ぶか、時には武力に訴え、さもなければ両者が互いに戦うように仕向けていた。ナスル朝のスルターンはしばしばカスティーリャにとって重要な収入源となっていた貢納金を支払ったが、これはナスル朝にとっては重い負担であった。また、カスティーリャの視点ではナスル朝の君主は国王の臣下であったが、イスラーム教徒は史料の中で決してそのような関係にあるとは説明しなかった。実際にはムハンマド1世は時と場合に応じて他の異なるイスラーム教徒の君主に対しても忠誠を宣言していた。

## 初期の経歴

ムハンマド3世治世下の1306年時点におけるナスル朝の領土と主な都市を示した地図。

ムハンマド3世として知られるアブー・アブドゥッラー・ムハンマド・ブン・ムハンマドは、1257年8月15日（ヒジュラ暦655年シャアバーン月3日）にグラナダで生まれた。父親は後にスルターンとなるムハンマド2世であり、母親は父親のいとこにあたる女性であった（ビント・アンム婚）。後の時代の歴史家でナスル朝のワズィール（宰相）を務めたイブン・アル＝ハティーブによれば、両親が属していたナスル氏族（バヌー・ナスルまたはバヌー・アル＝アフマールの名でも知られている）は、イスラームの預言者ムハンマドのサハーバ（教友）であったハズラジュ族出身のサアド・ブン・ウバーダの子孫である。サアドの子孫たちはイベリア半島へ移住し、農民としてアルホーナに定住した。
ムハンマドは王朝の創設者である祖父のムハンマド1世の治世に生まれた。生まれた年と同じ年の初めに父親はナスル朝の後継者に指名された。ムハンマドには1260年頃に同じ母親から生まれたファーティマという名前の妹がいた。父親の二番目の妻であるシャムス・アッ＝ドゥハーという名のキリスト教徒の女性は、かなり後年である1287年に異母弟のナスルを産んだ。父親はその学識と教養から「アル＝ファキーフ」（イスラーム法学者）の通り名で知られ、子供たちに知的活動の実践を奨励した。ムハンマドは詩作に熱中し、妹のファーティマはバルナーマジュ（イスラーム学者の伝記と著書目録）を学び、弟のナスルは天文学を学んだ。
ムハンマドはまだ視力が良かった頃に夜遅くまで読書をする習慣があったと伝えられている。父親の治世中には後継者（Walī al-ʿAhd）に指名され、国政に関与した。後継者の立場にあった頃、ムハンマドは父親のカーティブ（書記官）であるイブン・アル＝ハキーム（後のムハンマド3世のワズィール）がナスル朝を統治する支配者層を批判する風刺に満ちた詩を宮廷で流布したという噂に怒り、イブン・アル＝ハキームを危うく処刑しそうになった。イブン・アル＝ハキームはムハンマドの怒りが収まるまで廃屋に隠れていたために処罰を免れた。

## 治世

### 即位

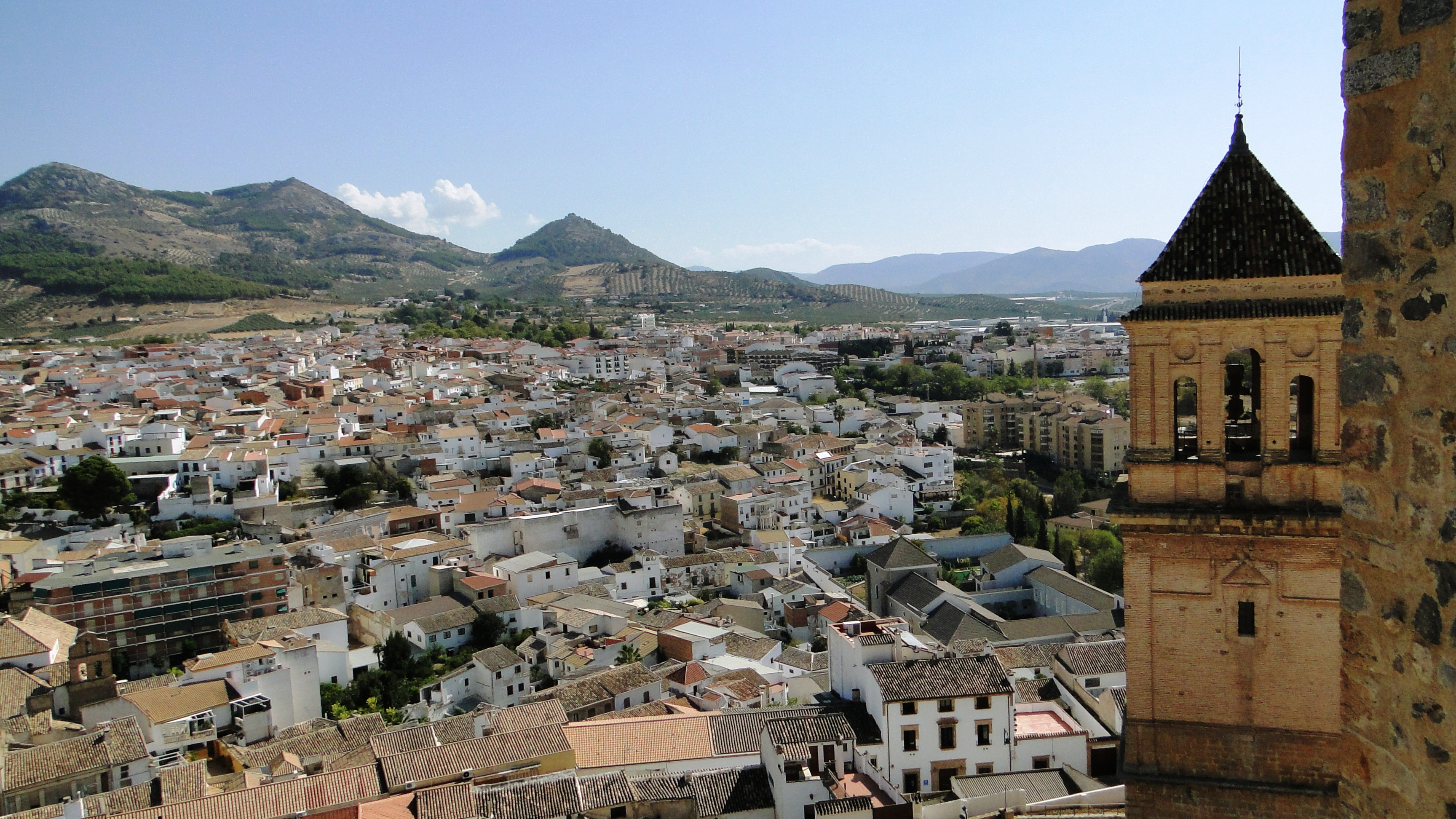
1299年にナスル朝が占領したアルカウデテの城塞から眺める街並み。

父親のムハンマド2世はカスティーリャがアラゴンとの戦争に入っていたこととカスティーリャ王フェルナンド4世（在位：1295年 - 1312年）が紛争当事者の中でも少数派の立場であったことを利用して死に近い時期にカスティーリャに対する軍事作戦を成功させた。ナスル朝は1295年にイスナジョスの戦いでカスティーリャ軍を壊滅させ、同じ1295年にはケサーダ、1299年にはアルカウデテを含む国境の複数の町を占領した。ムハンマド2世は1301年にアラゴン王国と協定を結び、カスティーリャに対する共同での攻撃を計画した。また、アラゴンは1292年にカスティーリャが奪ったジブラルタル海峡の重要な港湾都市であるタリファに対するナスル朝の支配権を認めた。この協定は1302年1月に批准されたものの、ムハンマド2世はこの作戦が実現する前に死去した。
ムハンマド2世は1302年4月8日（ヒジュラ暦701年シャアバーン月8日）に29年に及んだ治世の末に死去し、ムハンマド3世が44歳で即位した。イブン・アル＝ハティーブの記録によれば、ムハンマド3世には権力の移行を待ちきれずに父親を毒殺したのではないかという噂が存在したが、この噂話を裏付ける証拠は見つかっていない。また、ムハンマド3世の即位に関連した次のような逸話が残されている。
ムハンマド3世の即位式の際に一人の詩人が次のように朗誦した。「今日、旗は誰のために広げられているのか？ 旗の下にいる軍隊は誰のために行進しているのか？」。これに対してムハンマド3世は、「この愚か者のためであり、其方は諸君全員の前で見ることができる」と冗談を交えて答えたといわれている。

### カスティーリャとアラゴンとの和平
即位当初、ムハンマド3世はアラゴンとマリーン朝との同盟関係を維持するとともに父親のカスティーリャに対する戦争を継続させ、カスティーリャの王位を主張するアルフォンソ・デ・ラ・セルダへの支援も続けた。そしてワズィールのアブー・スルターン・アズィーズ・ブン・アル＝ムニイム・アッ＝ダーニーが率いる使節団をマリーン朝のスルターンのアブー・ヤアクーブ・ユースフ（在位：1286年 - 1307年）の下へ派遣し、当時ザイヤーン朝のトレムセンを包囲していたスルターンに包囲戦に精通したナスル朝の弓兵部隊を貸し出した。4月11日にはアラゴン王ジャウマ2世（在位：1291年 - 1327年）に書簡を送り、アラゴン王に父親の死を伝え、ジャウマ2世とアルフォンソ・デ・ラ・セルダとの友好関係を確認した。カスティーリャ方面ではムハンマド3世が即位してから二週間後にハンムー・ブン・アブドゥルハック・ブン・ラッフの率いるナスル朝軍がハエン近郊のベドマルとその周辺の複数の城を占領した。ムハンマド3世はこれらの地域の征服後にベドマルのアルカイデ（指導者）の未亡人であったマリア・ヒメネスをマリーン朝のスルターンの下へ送り、スルターンのアブー・ヤアクーブはこの女性を寵愛したと伝えられている。一方でナスル朝とカスティーリャの接近を警戒していたアラゴンはムハンマド2世が死去する二か月前に取り交わしていた休戦協定を批准するように求め、ムハンマド3世はこれを受け入れて1303年2月7日に一年間有効の休戦協定に署名した。また、同じ年にはグアディクスの総督で親族のアブル＝ハッジャージュ・ブン・ナスルによる反乱に直面したものの、ムハンマド3世は速やかに反乱を鎮圧し、アブル＝ハッジャージュの処刑を父方の叔父の息子たちに命じた。

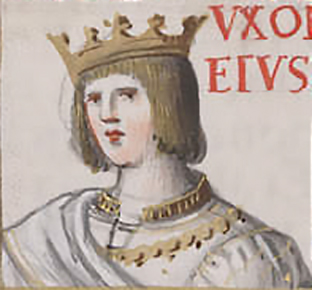
カスティーリャ王フェルナンド4世。当初はナスル朝と和平を結んでムハンマド3世を臣下としたが、後にアラゴンと同盟を結んでナスル朝に敵対した。

その後、ムハンマド3世はカスティーリャとの和平交渉を開始した。カスティーリャは1303年に王家の高官であるフェルナンド・ゴメス・デ・トレドが率いる代表団をナスル朝に派遣し、ベドマル、アルカウデテ、およびケサーダの割譲を含むナスル朝のほぼすべての要求に応じると申し出た。一方でナスル朝が主要な目標の一つとしていたタリファの支配はカスティーリャが維持することになった。カスティーリャがナスル朝の要求を認めることと引き換えに、ムハンマド3世はフェルナンド4世の臣下となり、両国間の和平における典型的な取り決めとなっていたパリアス（貢納金）を支払うことに同意した。この条約は1303年8月にコルドバで締結され、三年間継続されることになった。1304年8月にはアラゴンもトレージャス条約を結んでカスティーリャとの戦争を終結させ、ナスル朝とカスティーリャの間の条約にも同意した。これによって三国間の和平が実現し、マリーン朝は孤立することになった。
これらの条約の締結によってナスル朝はカスティーリャとアラゴンとの同盟を成立させ、平和を手に入れるとともにジブラルタル海峡における優位性も手にした。しかしながら、それと同時に問題も発生した。国内ではキリスト教徒との同盟に不満を持つ者が多く、特に北アフリカからジハード（聖戦）のためにナスル朝へ渡ってきた人々で構成された軍事集団であるアル＝グザート・アル＝ムジャーヒディーンの者たちが不満を抱いていた。これに対してムハンマド3世は6,000人の北アフリカ出身者からなる部隊を解散させた。一方でマリーン朝はイベリア半島の三国間の同盟が自国を孤立させていることに苛立ちを募らせていた。また、アラゴンは同盟の一員ではあったものの、カスティーリャとナスル朝の強力な関係が海峡の交通を阻害し、アラゴンの貿易に大きな打撃を与えるようになるのではないかと懸念していた。マリーン朝とこれらの一定の利害関係を共有していたジャウマ2世はマリーン朝のスルターンに使者のベルナート・デ・サリアを派遣して同盟を視野に入れた交渉にあたらせたが、最終的に交渉は失敗に終わった。

### セウタの征服と反動

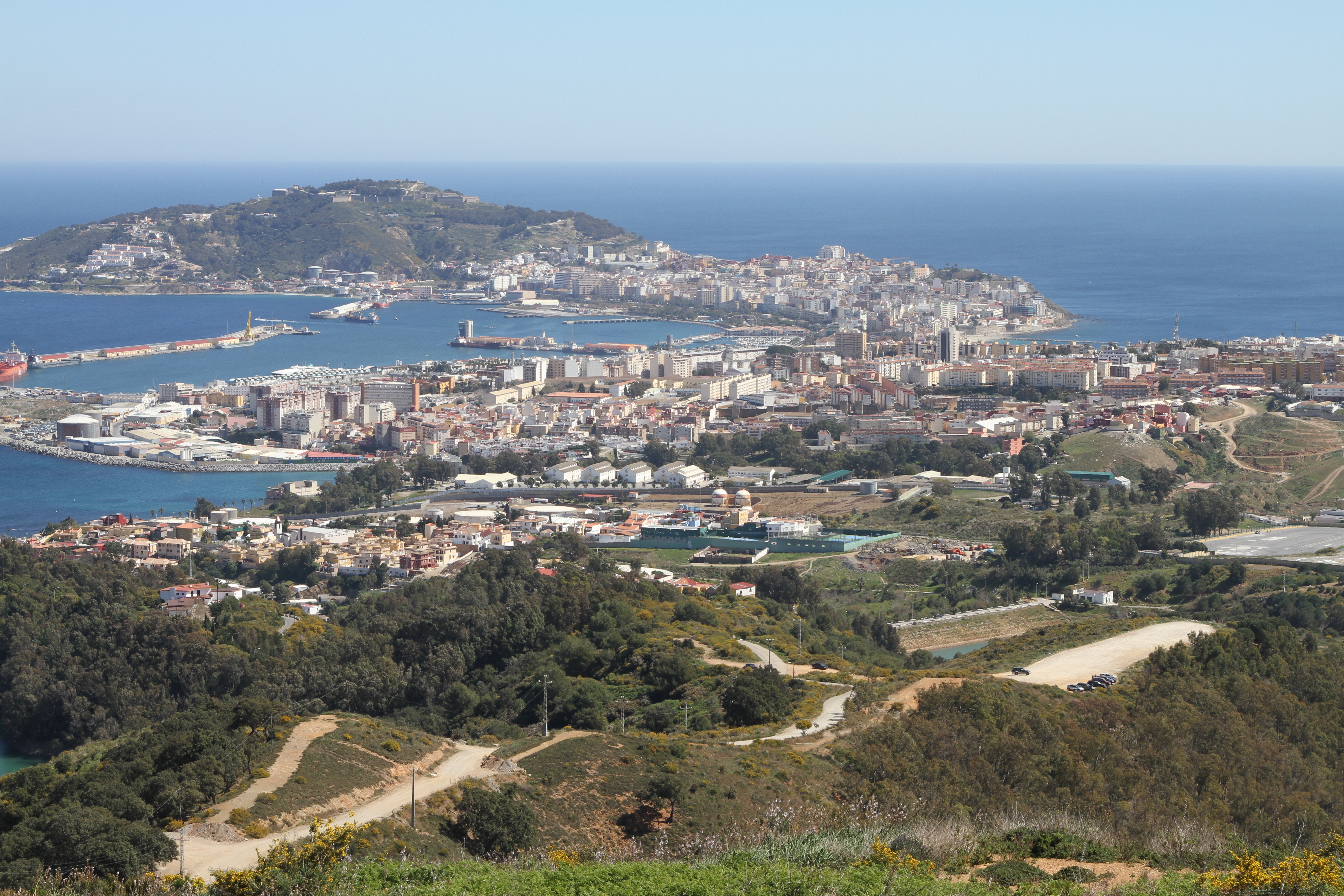
14世紀初頭にナスル朝とマリーン朝の間で支配権が争われたジブラルタル海峡の北アフリカ側に位置する港湾都市のセウタ。

ナスル朝はキリスト教勢力と和平を結んでいる状況を活用してジブラルタル海峡の北アフリカ側に位置するセウタへの進出を試みた。イベリア半島と北アフリカの間の往来を制御する海峡の支配権をめぐる争いはナスル朝の外交政策における主要な課題であり、この争いはカスティーリャとマリーン朝を巻き込みながら14世紀半ばまで続いた。セウタの住民は1304年にアザフィー家の領主を中心としてマリーン朝からの独立を宣言した。ムハンマド3世の義弟でマラガの総督のアブー・サイード・ファラジュを含むナスル朝の工作者がこの反乱を扇動していた。マリーン朝のスルターンのアブー・ヤアクーブは東の隣国であるザイヤーン朝との戦争に集中していたため、この状況に対して強力な対応に出ることができなかった。ナスル朝は1306年5月に艦隊を派遣してセウタを占領し、アザフィー家の指導者をナスル朝へ移してムハンマド3世をセウタの領主であると宣言した。さらにナスル朝の軍隊はマリーン朝の港であるクサル・エッ＝セギール、ララーシュ、およびアシラに上陸し、これらの大西洋側の港湾都市を占領した。同じ頃にマリーン朝では反体制派の王子であるウスマーン・ブン・アビー・アル＝ウラーが反乱を起こし、モロッコ北部の山岳地帯を占領するとともにナスル朝と同盟を結んだ。アブー・ヤアクーブは1307年5月10日に暗殺され、孫のアブー・サービト・アーミル（在位：1307年 - 1308年）が後継者となった。ウスマーンは1307年5月か6月に自らをスルターンであると宣言してアブー・サービトに対抗したが、これに対しアブー・サービトは祖父によるトレムセンへの包囲を切り上げ、軍隊を率いてモロッコに帰還した。
その後、アブー・サービトはナスル朝からクサル・エッ＝セギールとアシラを奪還し、さらにウスマーンを戦闘で破ってタンジェをウスマーンから奪い返した。ウスマーンはナスル朝への避難を余儀なくされ、そこでアル＝グザート・アル＝ムジャーヒディーンの司令官となった。アブー・サービトはムハンマド3世にセウタの返還を求める使者を送り、都市への包囲を準備したものの、1308年7月28日にタンジェで死去し、弟のアブー・アッ＝ラビー・スライマーン（在位：1308年 - 1310年）が後継者となった。アブー・アッ＝ラビーはナスル朝との停戦に合意し、セウタはムハンマド3世の支配下に留まった。セウタを征服し、さらにはイベリア半島側のジブラルタルとアルヘシラスも支配下に置いていたことから、ナスル朝は海峡における強力な支配を手に入れることになった。しかしながら、この状況は隣国のマリーン朝とカスティーリャ、さらにはアラゴンをも警戒させ、これらの勢力はナスル朝との連携を見直し始めた。

### イブン・アル＝ハキームの台頭
ムハンマド3世の治世にワズィールのアブー・アブドゥッラー・ブン・アル＝ハキーム・アッ＝ルンディー（以下、イブン・アル＝ハキーム）の権力が増し、最終的にはスルターンを凌ぐほどの最高権力者となった。イブン・アル＝ハキームがいつ、どのようにして絶対的な権力を手に入れたのかは定かではないものの、スルターンが盲目（あるいは視力の低下）のために多くの職務を果たせなかったことが一因であったと考えられている。ロンダの出身でかつてのアッバード朝の分家の子孫であったイブン・アル＝ハキームは、ムハンマド2世の治世中の1287年にカーティブ（書記官）として宮廷に入り、その後、宮廷書記官における最高位の地位にまで上り詰めた。
ムハンマド3世はイブン・アル＝ハキームを重用し、父親のワズィールであったアッ＝ダーニーとともに共同のワズィールに任命した。年老いていたアッ＝ダーニーは、自分の死後にナスル朝の王家と縁戚関係にあるカーイド（軍事責任者）のアティーク・ブン・アル＝マウルを単独のワズィールとして後継者にしたいと望んでいた。しかしながら、1303年にアッ＝ダーニーが死去すると、ムハンマド3世はイブン・アル＝ハキームを継続してワズィールに指名した。ワズィールとカーティブという二つの強力な地位を手にしていたことから、イブン・アル＝ハキームはズル＝ウィザーラタイン（二つの宰相位の保持者）という称号で呼ばれた。1303年にコルドバで締結されたカスティーリャとの条約にムハンマド3世の名において署名したのもイブン・アル＝ハキームであり、ナスル朝が征服したセウタをスルターンに代わって訪れたのもイブン・アル＝ハキームである。その権力が増すにつれて宮廷詩人たちはスルターンよりもイブン・アル＝ハキームに詩を捧げるようになり、イブン・アル＝ハキームは宮殿で贅沢な暮らしを送った。

### ナスル朝に対抗する三国同盟の成立

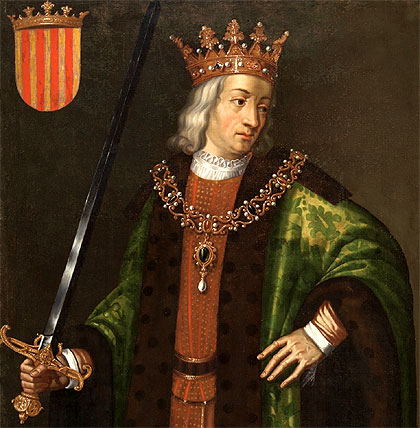
アラゴン王ジャウマ2世。ジャウマ2世はナスル朝との和平を受け入れつつもナスル朝へ対抗するための外交上の取り組みを継続させ、1308年にはカスティーリャとマリーン朝との同盟を成立させてナスル朝に敵対した。

ワズィールのアッ＝ダーニーがナスル朝に対する懸念を払拭しようと努めていたにもかかわらず、アラゴンはナスル朝に対抗する外交上の取り組みを継続させていた。そして1308年12月19日にアラゴンとカスティーリャがアルカラ・デ・エナーレスにおいて条約を締結したことで、この外交成果は頂点に達した。両国はナスル朝を攻撃し、単独では講和を結ばずにその領土を分割することで合意した。アラゴンはナスル朝の領土の6分の1を手に入れ、カスティーリャは残りの領土を獲得することになった。また、ジャウマ2世はマリーン朝のスルターンのアブー・アッ＝ラビーとも協定を結び、マリーン朝によるセウタ征服を支援するために一定額の資金の提供と引き換えにガレー船と騎士を派遣し、さらに征服で得ることになるすべての持ち運び可能な資産がアラゴンへ譲渡されることになった。
歴史家のレオナード・パトリック・ハーヴェイの言葉を借りれば、「破壊的な敵対者の顔触れ」である三つの勢力はナスル朝に対する戦争の準備を始めた。そして二つのキリスト教王国は（マリーン朝の協力には言及することなく）ローマ教皇クレメンス5世（在位：1305年 - 1314年）に十字軍を発する教皇勅書と教会からの財政支援の許可を求めた。これらの要求は1309年3月と4月に認められた。アラゴンによる海軍の準備はナスル朝でも注視されており、1309年2月末にムハンマド3世はジャウマ2世に作戦の対象について問いただした。ジャウマ2世は3月17日に回答し、サルデーニャを征服するためであると明言した。その一方でカラトラバ騎士団の総長は既にナスル朝の領内を攻撃しており、カルタヘナの司教は3月13日にルブリンを占領した。これに対してナスル朝のアルメリアの総督は市内に拠点を置くカタルーニャ商人を拘束して商品を没収することで応じ、同時にナスル朝の艦隊も戦争への準備を始めた。

## 退位と死
グラナダの三つの隣国が自国に敵対したことでムハンマド3世は国内で著しく評判を落とした。そして1309年3月14日（ヒジュラ暦708年シャウワール月1日、イード・アル＝フィトル）に起こった宮廷クーデターによってムハンマド3世は退位し、ワズィールのイブン・アル＝ハキームは処刑された。このクーデターにはワズィールの政敵であったアティーク・ブン・アル＝マウル、スルターンの21歳の異母弟であるナスル（在位：1309年 - 1314年）を支持するナスル朝の有力者たち、そして憤慨したグラナダの民衆が関与していた。ワズィールは国政の実権を握っていると考えられていたため、その政策や贅沢な暮らしぶりが民衆の怒りの対象となっていた。グラナダの人々はスルターンとワズィールの宮殿を略奪し、アティーク・ブン・アル＝マウルは自らの手でワズィールを殺害した。ムハンマド3世は生存を許されたが、ナスルを支持して退位することを余儀なくされた。この時ムハンマド3世自身の希望によって数人のファキーフ（イスラーム法学者）が退位を正式に承認した。ムハンマド3世は退位当初グラナダ郊外のアルカサル・ヘニルに住んでいた。ある逸話によれば、カラスがアルハンブラ宮殿からムハンマド3世についてきたといわれている。そして短い期間の後に海岸沿いの町であるアルムニェーカルに移った。

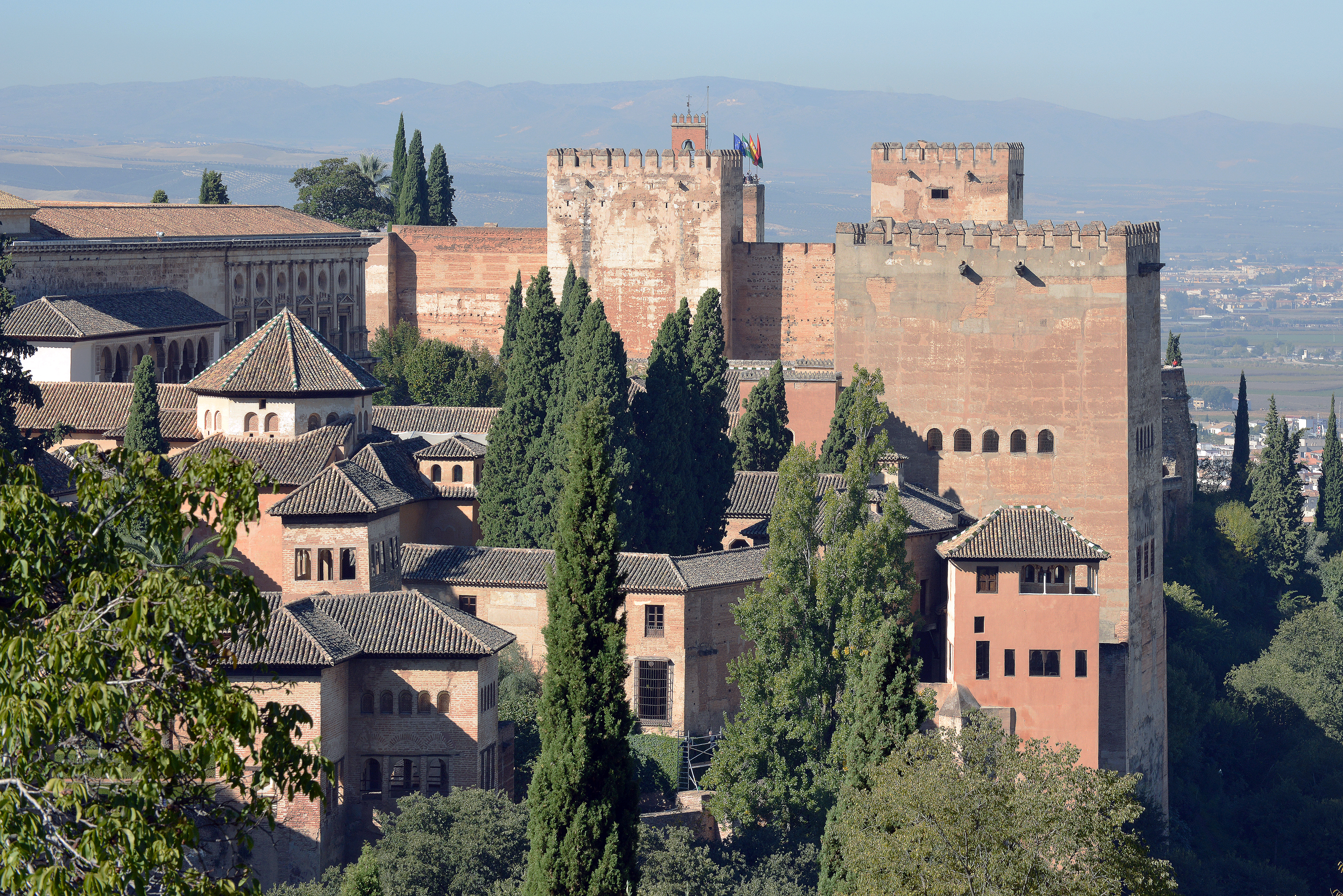
ヘネラリフェから眺めるアルハンブラ宮殿。ムハンマド3世はナスルの治世中に復位を望む一派から二度にわたって擁立されたが、計画は未遂に終わり、最終的にアルハンブラ宮殿で殺害された。

その後、スルターンのナスルが1310年11月末に重病に倒れたことから王室の評議会においてムハンマド3世の復位が決定され、年老いて盲目となっていたムハンマド3世は急遽アルムニェーカルから輿に乗せられて宮廷へ運ばれた。しかしながら、到着したときには既にナスルは回復しており、ムハンマド3世を復位させようとする計画は未遂に終わった。ムハンマド3世はアルハンブラ宮殿のダール・アル＝クブラ（「大きな家」の意）に幽閉され、さらには殺害されたという噂が流れた。この暗殺の噂はアブー・サイード・ファラジュとその息子のイスマーイールが起こした反乱の原因の一つとなり、最終的には1314年にナスルが退位し、イスマーイールがイスマーイール1世（在位：1314年 - 1325年）としてスルターンに即位する結果となった。また、ナスルがイスマーイールの反乱に対処していた最中の1313年12月か1314年1月にグラナダでムハンマド3世を復位させようとする別の反乱が起こった。そしてムハンマド3世は1314年1月21日（ヒジュラ暦713年シャウワール月3日）にダール・アル＝クブラのプールで溺死させられた。歴史家のフランシスコ・ビダル・カストロは、この反乱がきっかけとなり、ナスルが反乱を終わらせるためか、反乱が終わった後の処罰として兄を殺害したのではないかと推測している。遺体はアルハンブラ宮殿のサビカの丘に祖父のムハンマド1世と並んで埋葬された。

## 人物像

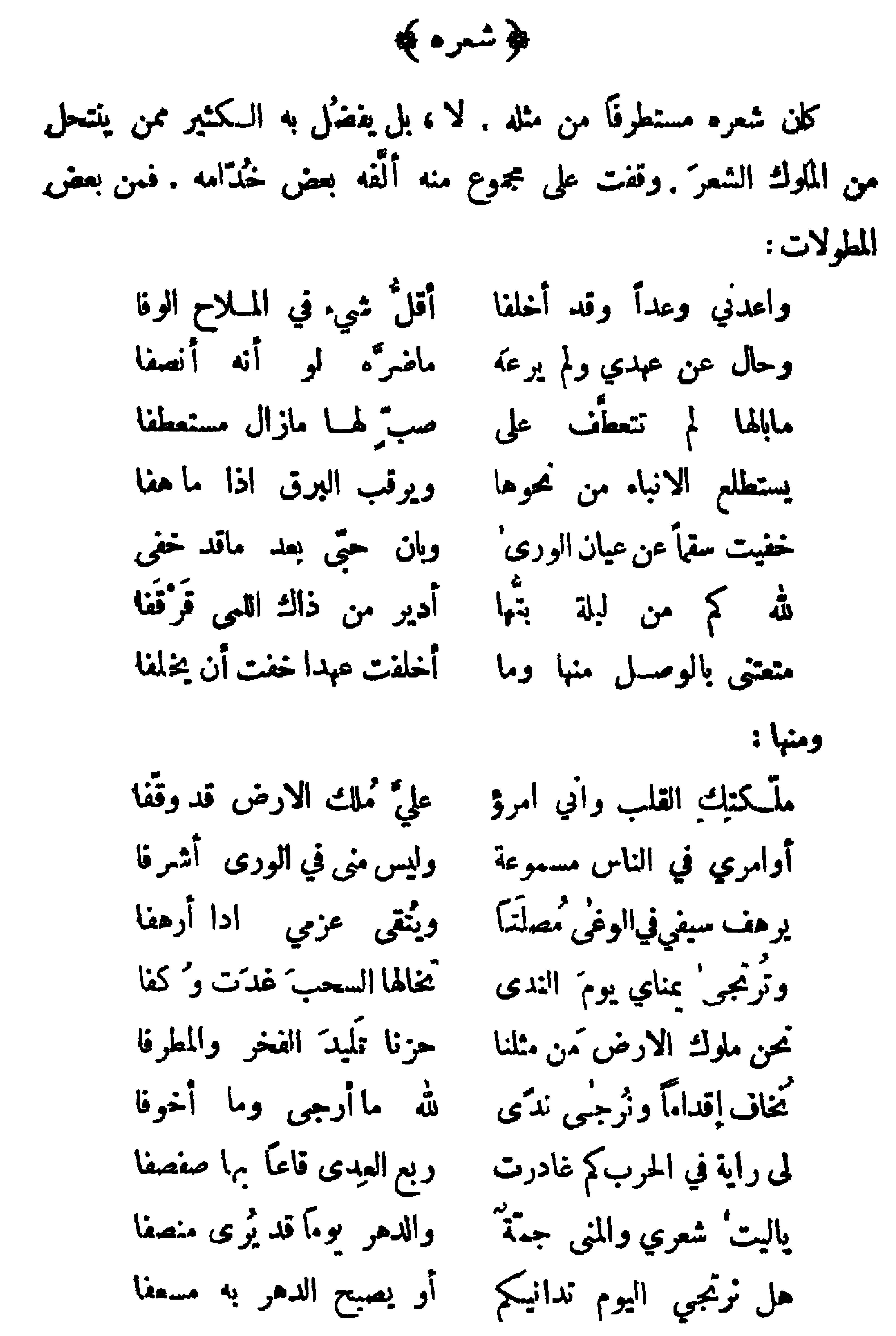
イブン・アル＝ハティーブの『アッ＝ラムハ』（写真は1928年もしくは1929年版のもの）に引用されているムハンマド3世が書いた二つの詩。本記事内で引用されている詩は写真の上半分の七行（半分に区切られている）に対応している。

14世紀中頃に詩や歴史書を著したイブン・アル＝ハティーブは、ムハンマド3世が相反する衝動に支配されていたと考察している。また、ムハンマド3世の理不尽な残酷さについて聞き及んだ話を紹介している。それによれば、ムハンマド3世は治世の初めに父親の近衛部隊を投獄し、さらには食事を与えることも許さなかった。この状況は一部の囚人が死んだ同僚を食べなければならないような事態になるまで続いた。そして同情した看守が食べ残しを与えたところ、ムハンマド3世は囚人たちが拘束されていた監獄に血が流れ込むようなやり方でその看守を処刑したといわれている。さらにイブン・アル＝ハティーブによって言及されている未確認の疑惑によれば、ムハンマド3世が自分の父親を殺害したとされている。このような残忍な性格について伝えられている一方で、ムハンマド3世は教養人としても知られており、アル＝アンダルスの他の多くの君主たちと同様にとりわけ詩を愛していた。ムハンマド3世によって書かれたカスィーダ（古代アラビアを起源とする長詩の形式）の一つがイブン・アル＝ハティーブの著作である『アッ＝ラムハ』（Al-Lamha）の中で紹介されている。
彼女は私に約束をして、それを破った

女の持つ誠実さはなんと乏しいのだろう！

彼女は約束を反故にし、それを守らなかった

それが公平であれば破らなかっただろうに！

愛情を求めて止まない情熱的な恋人のために

どうして彼女は思いやりを見せないのだろう？

彼女のあらゆる情報を求め

稲妻が走った時にそれをじっと見つめるのは誰だろう？

私は自分の病気を人の目から隠していた。

しかし、私の愛はそれを隠した後に形をなした

ああ、どれだけの夜を過ごしたことか

その愛らしい唇のワインを飲みながら！

今、私は彼女に交際を絶たれている

彼女が破ってしまったのではないかと案じている、その約束を破らずに
また、ムハンマド3世は即位の厳粛な儀式の際に朗誦された詩に対して自虐的なユーモアで返答するなど、ユーモアの精神を持ち合わせていたことでも知られている。

## 統治体制と遺産

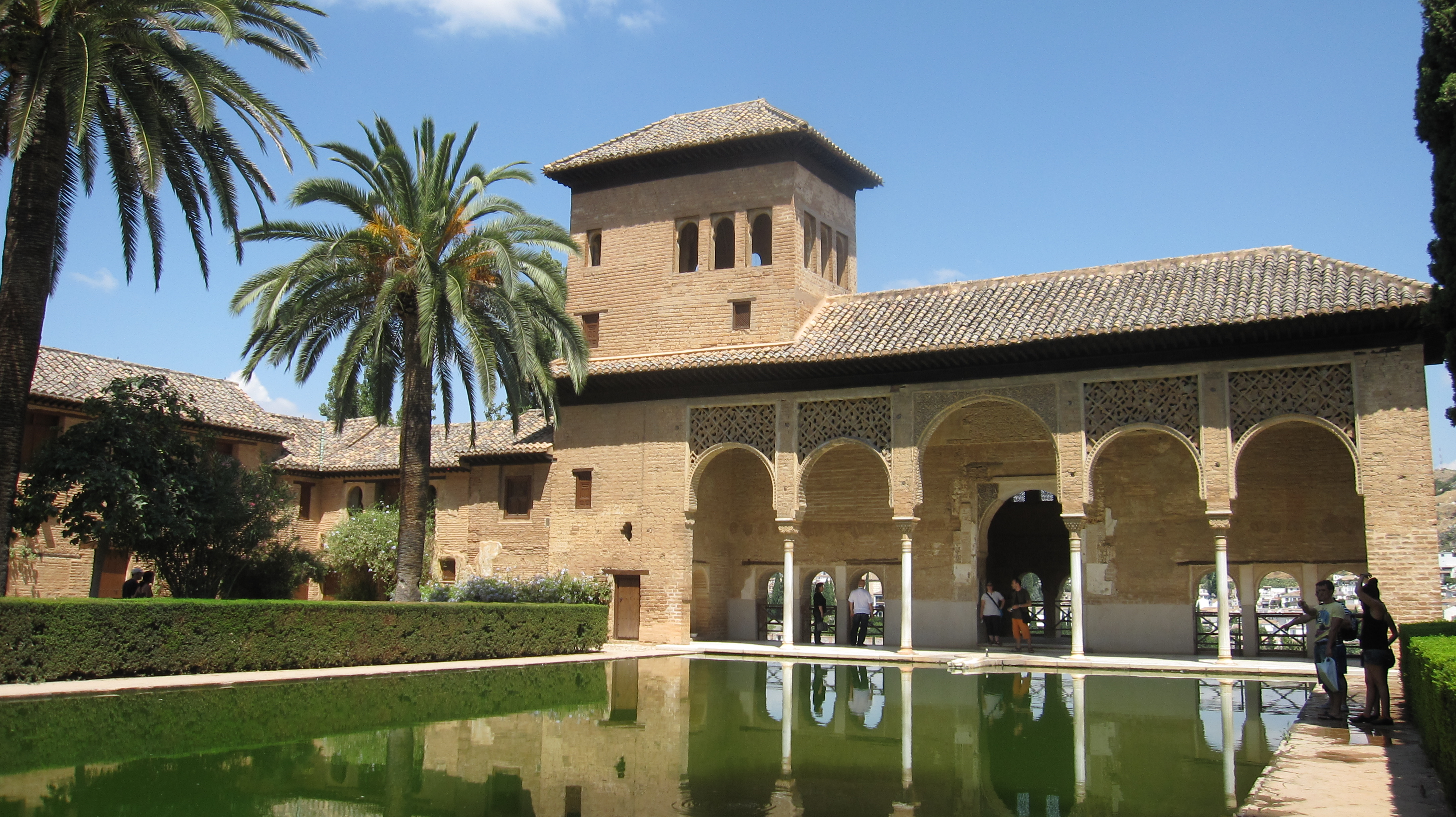
写真のパルタル宮はムハンマド3世によって建設が始められた

ムハンマド3世は盲目であったために頻繁に政務から離れ、後にワズィールのイブン・アル＝ハキームが絶対的な権力を得るきっかけを与えることになった。イブン・アル＝ハキーム以外で指導的な立場にあった公職者には1303年に死去するまで共同でワズィールを務めたアブー・スルターン・アズィーズ・ブン・アル＝ムニイム・アッ＝ダーニー、アル＝グザート・アル＝ムジャーヒディーンの長官のハンムー・ブン・アブドゥルハック、そしてマラガにおけるアル＝グザート・アル＝ムジャーヒディーンの司令官であったウスマーン・ブン・アビー・アル＝ウラーなどがいた。義弟であり従叔父でもあるアブー・サイード・ファラジュはマラガの総督を務めた。司法関係では父親の下でカーディー・アル＝ジャマー（カーディーの長官）を務めたムハンマド・ブン・ヒシャームが1304年か1305年に死去すると、後任としてイブン・ファルクーンの名でも知られているアブー・ジャアファル・アフマド・アル＝クラシーを任命した。二番目に高位の司法職であるカーディー・アル＝マナーキフ（婚姻の裁判官）は北アフリカ出身のムハンマド・ブン・ルシャイドが務めていたが、同様にグラナダの大モスクのイマーム（礼拝の指導者）とハティーブ（説教師）も兼任していた。
ムハンマド3世はナスル朝の王宮と要塞の複合施設であるアルハンブラ宮殿に大モスク（al-masjid al-a'ẓam）の建設を命じた。イスラーム教徒による史料はこのモスクの優雅さについて言及しているが、ナスル朝滅亡後の1576年にスペイン王フェリペ2世（在位：1556年 - 1598年）がモスクをサンタマリア教会に建て替えたために今日では残っていない。ムハンマド3世はこのモスクを円柱や照明器具で装飾し、近くに建設した公衆浴場の使用料を原資とする恒久的な収入源（ワクフ）を与えた。また、パルタル宮を含む他のアルハンブラ宮殿内の建築にも携わった。
ムハンマド3世の後継者で異母弟のナスルは、マリーン朝、カスティーリャ、およびアラゴンによる三国同盟に対する戦争を引き継いだ。ナスルはアラゴンに対してはアルメリアで決定的な勝利を収め、カスティーリャに対してはアルヘシラスで退けることに成功した。しかし、他の戦線ではあまり成功を収められなかった。最終的には和平を得るためにセウタをマリーン朝に、ケサーダとベドマルをカスティーリャに返還せざるを得なくなり、ムハンマド3世が獲得した領土のほとんどを手放した。さらにマリーン朝にはアルヘシラスの割譲を強いられ、カスティーリャにはジブラルタルを奪われた。その後ナスルは1314年に甥にあたるイスマーイール1世によって追放された。

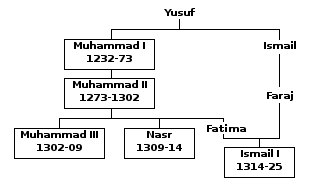
王朝の創設者のムハンマド1世からイスマーイール1世までの初期のナスル朝の系図。枠内の人物がスルターン。

ムハンマド1世とムハンマド2世が長く安定した治世を送ったのとは対照的に、ムハンマド3世は即位後7年で退位させられた。歴史家たちはムハンマド3世に「アル＝マフルー」（al-Makhlū,「退位させられた者」の意）という通り名を与えたが、ナスル朝の後継者の多くが同様に退位させられたにもかかわらず、もっぱらムハンマド3世のみがこの通り名で呼ばれている。また、ムハンマド3世とナスルが失脚し、その後に後継者を残さないまま死去したことで、王朝の創設者であるムハンマド1世から続く男系男子によるスルターン位の継承が途絶えた。イスマーイール1世以降のスルターンの地位は、ムハンマド2世の娘のファーティマとその夫で王家の支流の出身であるアブー・サイード・ファラジュ（ムハンマド1世の甥にあたる）の子孫が継承した。ナスル朝は1492年にカトリック両王によって征服されるまで、さらに2世紀近くにわたってイベリア半島における唯一のイスラーム国家として存続した。